# Dubois-Arena

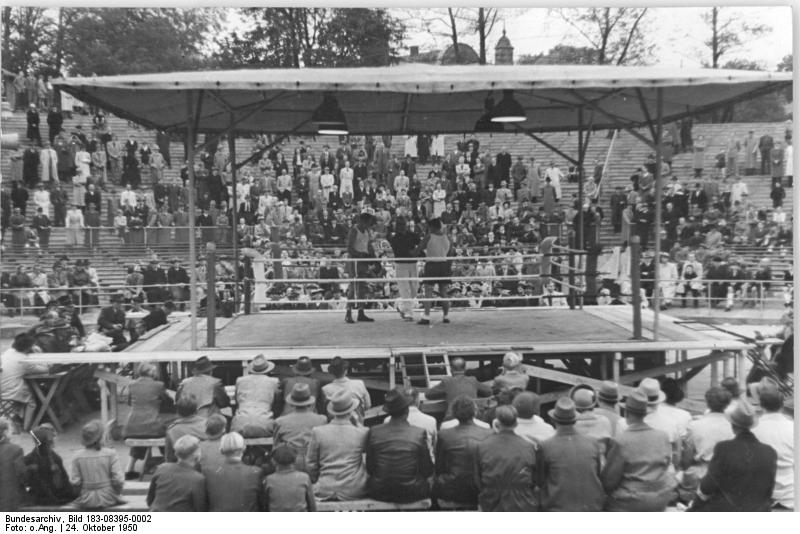
Boxkampf in der Arena im Jahr 1950

Die Dubois-Arena war in den 1950er-Jahren eine Boxkampfstätte im Essener Stadtteil Borbeck. Sie wird heute für kulturelle Freiluftveranstaltungen genutzt. Die Arena trägt den Namen des Gründers und ersten Präsidenten des Bundes Deutscher Berufsboxer (BDB), Ernst Dubois (1900–1957).

## Lage
Die Dubois-Arena liegt im Bachtal der Borbecke unmittelbar unterhalb von Schloss Borbeck, dem Wasserschloss der Essener Fürstäbtissinnen. Sie wird deshalb auch Schloss-Arena genannt.

## Geschichte

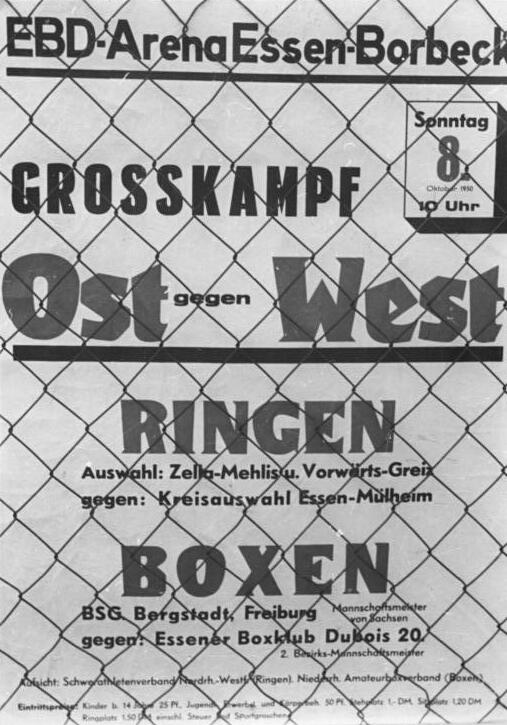
Veranstaltungsplakat aus dem Jahr 1950

In der unmittelbaren Nachkriegszeit gab es Überlegungen für den Bau einer Boxarena. Diese Pläne setzten seit der Währungsreform Mitglieder des Essener Boxclubs Dubois, den der BDB-Präsident bereits 1920 gegründet hatte, in Eigenleistung schrittweise um. Am 2. August 1950 wurde die Arena offiziell eröffnet. Bis zu 25.000 Zuschauer besuchten die Amateur- und Profiboxkämpfe, die ihren Höhepunkt 1957 im Kampf des US-amerikanischen Weltmeisters Archie Moore mit dem Deutschen Meister Hans Kalbfell fanden. Als Ringrichter fungierte dabei der ehemalige deutsche Boxweltmeister im Schwergewicht Max Schmeling. Auch das mediale Interesse an den Boxveranstaltungen war groß: Lokale und überregionale Printmedien berichteten ebenso wie der Hörfunk und die damals in den Lichtspieltheatern vor dem Hauptfilm gezeigten Wochenschauen Blick in die Welt und Fox´ Tönende Wochenschau. Das Fernsehen der Anfangszeit trug den Borbecker Boxereignissen gleichfalls Rechnung.
Mit dem Niedergang des Boxsports als Breitensport verlor die Arena an Bedeutung. Sie öffnete sich deshalb für kulturelle Freiluftveranstaltungen. So sorgte ein Auftritt des US-amerikanischen Basketball-Show-Teams der Harlem Globetrotters 1961 in Borbecker Vereinen für einen Aufschwung des Basketballsports.
Ihren allmählichen baulichen Verfall konnte auch eine städtische Trägerschaft nicht aufhalten. Eine Generalinstandsetzung und Modernisierung wurden unabdingbar. In dieser Phase initiierte das Schönebecker Jugendblasorchester, das die Arena seit den 1970er Jahren für seine Konzerte nutzte, einen Umbau der Sportstätte. Der Borbecker Bürger- und Verkehrsverein installierte 1992 eine Interessengemeinschaft für die Rettung der Arena, so dass sie 1996 als Amphitheater neu eröffnet wurde. Von den ursprünglich als Kreis errichteten Tribünen besteht heute noch ein Tribünenhalbkreis mit gegenüber liegendem überdachtem Musikpavillon.
Anfang der 2000er-Jahre wurde die Boxtradition der Arena zeitweilig revitalisiert. Unter dem Motto „Boxen, Jazz und Gaumenfreuden“ führte der Borbecker Bürger- und Verkehrsverein mehrere Veranstaltungen mit Kämpfen von Amateurboxern durch.
Zuletzt war die knapp 1800 Zuschauer fassende Arena im Jahr 2010 mit mehr als 1500 Besuchern fast vollständig  gefüllt. Im Juni dieses Jahres fand hier nämlich die Abschlussveranstaltung des offiziellen Schulprojekts Borbecker Halblang im Rahmen der Kulturhauptstadt Europas Ruhr.2010 statt.
Im Jahr 2011 wurde die Dubois-Arena in die Sammlung „111 Orte im Ruhrgebiet, die man gesehen haben muss“ aufgenommen.
Da die Trägerschaft des Fördervereins Schloß Borbeck e. V. nicht zum gewünschten Erfolg einer regelmäßigen Bespielung der Arena führte, wurde der 1998 zwischen der Stadt Essen und dem Förderverein geschlossene Überlassungsvertrag zum 31. Juli 2017 gekündigt. Seitdem werden neue Initiativen vorbereitet und umgesetzt.

## Bilder

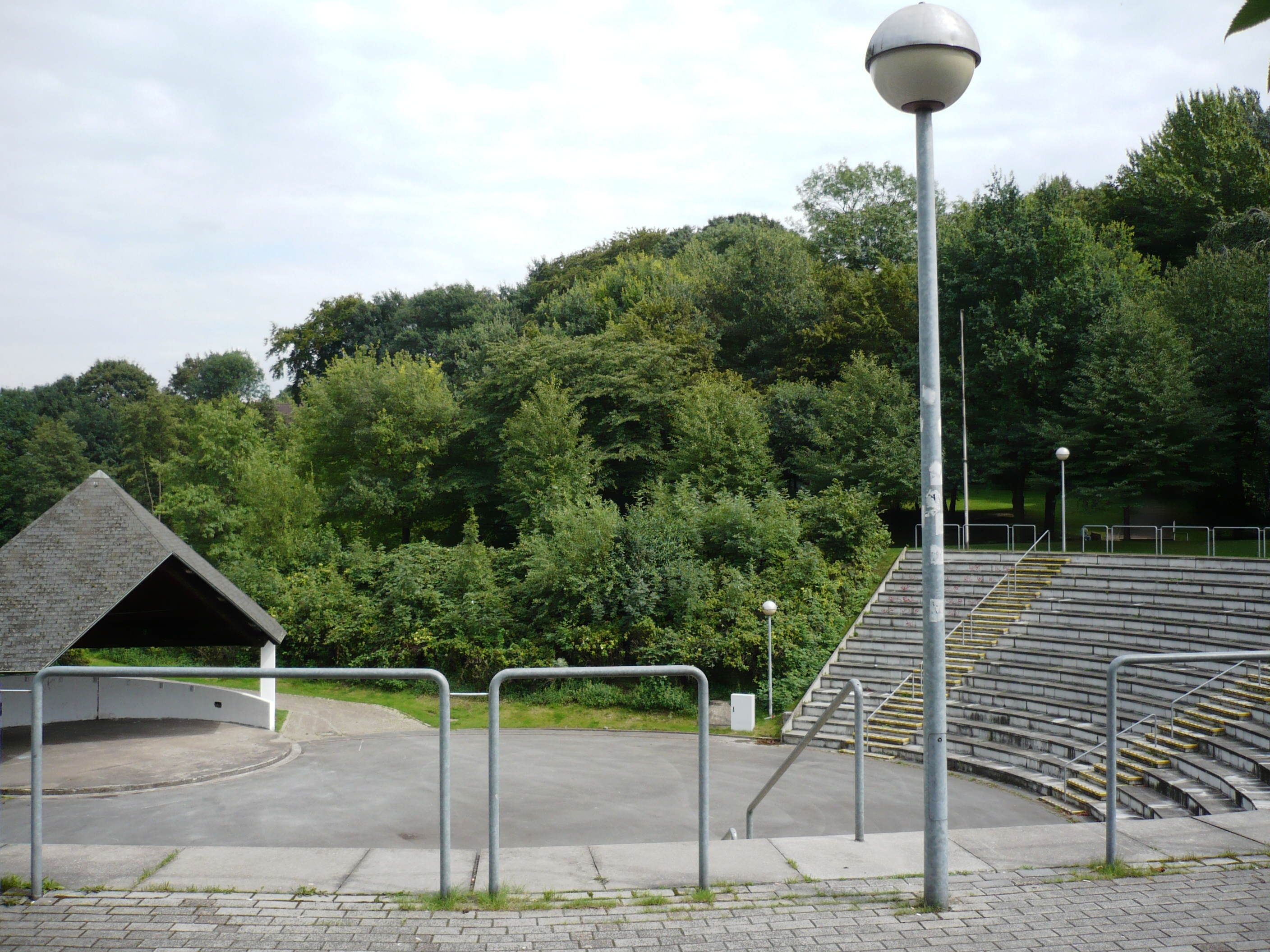
Dubois-Arena 2007
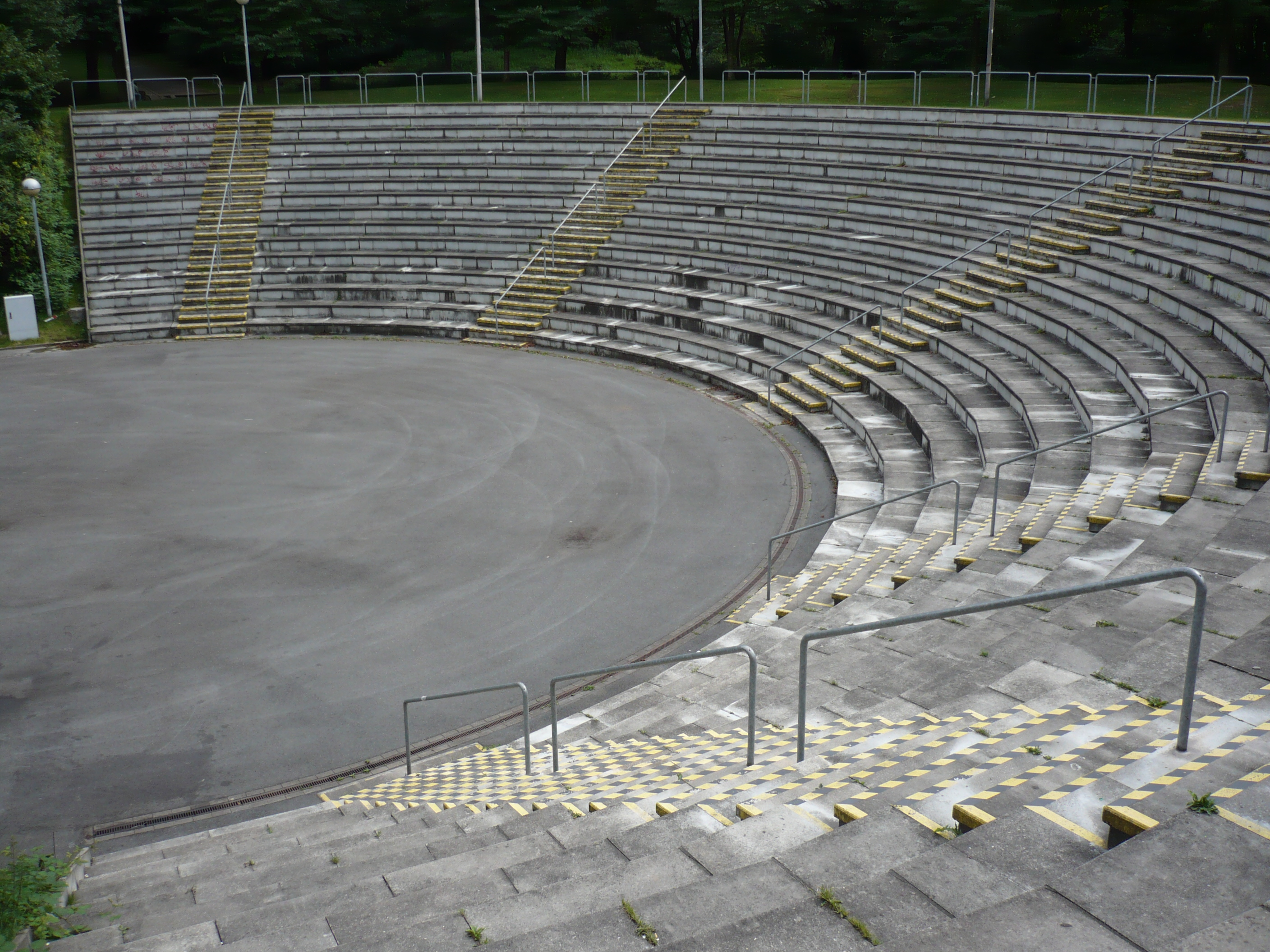
Dubois-Arena 2007